# Twistzz
Russel David Kevin Van Dulken (né le 14 novembre 1999), mieux connu sous le nom de Twistzz, est un joueur professionnel canadien de Counter-Strike: Global Offensive. Il joue actuellement pour Team Liquid. Il a déjà joué pour les meilleures équipes internationales telles que Team SoloMid, Misfits et FaZe Clan. Twistzz a remporté le Major d'Anvers 2022 et été nommé MVP de l'ESL One New York 2018 et de l'IEM Sydney 2019 par HLTV.

## Jeunesse et débuts
Twistzz est né le 14 novembre 1999. Il a commencé à jouer aux jeux vidéo avec son père et son premier jeu FPS est Quake. Après le départ de son père, Twistzz a commencé à jouer à des jeux pendant de plus longues périodes. Twistzz a finalement emménagé avec sa mère et son petit ami et Twistzz a commencé à jouer à Counter-Strike : Global Offensive (CS:GO). Twistzz a commencé à subir des violences verbales de la part du petit ami de sa mère, ce qui a bloqué sa progression sur CS:GO. En 2014, sa mère choisit de quitter son petit ami et Twistzz peut à nouveau progresser sur la scène CS:GO. Sa mère était favorable à ce qu'il joue à CS:GO parce qu'elle savait où il se trouvait à tout moment.

## Carrière

### 2015
Twistzz a rejoint sa première équipe professionnelle Tectonic en octobre 2015. En décembre 2015, Twistzz a rejoint l'équipe SapphireKelownaDotCom avec le vétéran Kyle "OCEAN" O'Brien. SapphireKelownaDotCom se font ensuite signés par l'équipe AGG en février 2016. Même à ce stade précoce, les gens commençaient à voir qu'il est un jeune talent très prometteur,.

### 2016
En mars, l'équipe AGG se sépare de son équipe et Twistzz rejoint l'équipe KKona avec ses anciens coéquipiers AGG pendant 1 semaine avant de recevoir une offre pour être remplaçant de sa première grande organisation, Team SoloMid (TSM), avec un autre vétéran, Sean Gares. À la suite de cette période, Twistzz sera alors signé par TSM de manière permanente.

### 2017
En janvier, TSM se sépare de Twistzz avec ses coéquipiers permettant à Misfits Gaming de signer la liste. En avril, Twistzz rejoint Team Liquid (Liquid) après le départ de Jacob "Pimp" Winneche. Team Liquid se sont classés 2e lors de deux grands événements, ESL One New York 2017 et ESG Tour Mykonos. En novembre, Twistzz et son équipe remporte le championnat mineur des Amériques pour l'ELEAGUE Boston 2017.

### 2018
En janvier, Twistzz et son équipe se sont classés 14e à l'ELEAGUE Major: Boston 2018 avec leur entraîneur Wilton "zews" Prado remplaçant Lucas "steel" Lopes, en raison des règles de verrouillage d'une équipe à l'époque. En février, Liquid bat Cloud9 en finale pour remporter le cs_summit 2, ce qui va être leur première victoire lors d'un événement en 2018.
En avril, Twistzz et son équipe atteigne la finale de la saison 7 ESL Pro League. Liquid continue de se classer 2e contre Astralis lors de la finale de l'ECS Season 5 et de l'ELEAGUE Season Premier 2018.
Dans le deuxième tournoi majeur de 2018, The FACEIT London Major, les performances de Twistzz ont aidé Liquid à s'assurer la 1re place dans la première étape du tournoi (New challengers stage) en gagnant 3-0. Twistzz a obtenu une note de performance 2.0 de 1,47 dans le match face à Hellraisers que Liquid a remporté 16-9 et une note de performance 2.0 encore plus impressionnante de 1,54 contre Vega Squadron où Liquid a gagné en prolongation 19-17dans la première étape du tournoi (New challengers stage).
Qualifié dans la deuxième étape du tournoi (New legends stage), Team Liquid gagne 3-0, en battant Winstrike, avec un score de 16-7, Twistzz réalise alors une note de performance 2.0 la plus impressionnante dans le tournoi de 1,79. Cela sera suivi d'une victoire de 16 à 10 contre NIP, Twistzz obtient une note de performance 2.0 de 1,44. Team Liquid enchaîne ensuite par une victoire sur l'équipe classée no 1 de HLTV à l'époque : Astralis, avec un score de 19 à 15, Twistzz obtient une note de performance 2.0 de 1,06.
Liquid arrive à se hisser dans la dernière étape du FACEIT London Major (playoffs). Liquid affronte une fois de plus HellRaisers en gagnant 2-1 avec Twistzz obtenant une note de performance 2.0 de 1,16, se qualifiant pour les demi-finales du second Major de 2018. Liquid affronte Astralis en demi-finale, perdant cette fois 2-0, Liquid est alors éliminé du tournoi majeur. Cependant, Twistzz obtient une note de performance 2.0 de 0,92.
Après le FACEIT London Major, Twistzz et son équipe se sont classés 2e à l'ESL One New York 2018 (Twistzz reçoit le prix du meilleur joueur (MVP)), à l'IEM Chicago 2018 et à la finale de la saison 8 de l'ESL Pro League. Cependant, Liquid gagne au tournoi SuperNova CS:GO Malta qui n'était pas considéré comme un tournoi de haut niveau et dont Astralis n'était pas présent.

### 2019
En janvier, HLTV nomme Twistzz le 12e meilleur joueur professionnel de 2018. Liquid a finalement pu battre son rival Astralis dans une finale lors du tournoi iBUYPOWER Masters 2019. Team Liquid se classe 5-8e au tournoi majeur, perdant face aux outsiders ENCE en quarts de finale. En mai, à l'IEM Sydney 2019, Liquid reste invaincu et obtient la première place, et Twistzz remporte son premier grand événement. Twistzz est nommé MVP lors de cet événement et avait une note HLTV moyenne de 1,25. En juin, Liquid remporte la DreamHack Masters Dallas 2019 et la finale de la saison 9 de l'ESL Pro League, battant de nouveau ses rivaux Astralis en huitièmes de finale. À l' ESL One Cologne 2019, Liquid remporte l'Intel Grand Slam d'une valeur de 1 million de dollars en plus de la récompense du tournoi. Bien que Team Liquid soit entré dans le Starladder Berlin Major en tant que grands favoris, ils sont éliminés de la phase de groupes 3–2 et ont perdu contre Astralis en quarts de finale,.

### 2021
En janvier, Twistzz rejoint FaZe Clan, en remplacement de Kjaerbye⁠. Twistzz a, pour la plupart, des résultats médiocres au long de l'année 2021 avec FaZe Clan à part une performance impressionnante à l'IEM Cologne 2021, terminant à la 3e-4e place dans le premier événement CS:GO LAN depuis le début de la pandémie COVID-19.

### 2022
En janvier, HLTV a nommé Twistzz le 17e meilleur joueur professionnel de 2021. En 2022, FaZe Clan se sépare du joueur de longue date Olof "olofmeister" Kajbjer au profit du quadruple joueur du Top 20 HLTV, Robin "ropz" Kool. À la suite de l'ajout, Twistzz et FaZe ont pris un bon départ, terminant 1er-4e au tournoi BLAST Premier Spring Groups, se qualifiant pour les Spring Finals, 1er à IEM Katowice 2022 et 1er à ESL Pro League Saison 15,,. En mai, Twistzz remporte son premier tournoi majeur au PGL Major Antwerp 2022, faisant de lui le second joueur nord-américain (avec Stewie2K) à gagner un tournoi majeur et un Intel Grand Slam dans sa carrière. À la suite de deux résultats décevants après le tournoi majeur, FaZe et Twistzz participent au tournoi en ligne la Roobet Cup perdant face à BIG Clan. Après le succès à la Roobet Cup, qui a servi à l'amélioration du map pool de FaZe, l'équipe arrive favorite à l'IEM Cologne malgré sa chute à la deuxième place du classement mondial selon HLTV. FaZe et Twistzz rencontrent alors Natus Vincere qui sont, à ce moment, les premiers du classement mondial. FaZe gagnent 3-2, devenant ainsi la première équipe de l'histoire de CS:GO à remporter les trois tournois : IEM Katowice, un tournoi majeur et les IEM Cologne dans la même année.

### 2023
En mars, FaZe s'est classé premier de l'ESL Pro League Saison 17 et a remporté l'Intel Grand Slam Saison 4. Twistzz devient alors le premier joueur à gagner deux Intel Grand Slams,.

## Résultats des tournois

### 2018
- cs_summit 2 - 1er
- IEM Katowice 2018 - 3-4e
- ESL Pro League Season 7 Finals - 2e
- ECS Season 5 Finals - 2e
- ELEAGUE CS:GO Premier 2018 - 2e
- FACEIT London Major - 3-4e
- ESL One New York 2018 - 2e
- EPICENTER 2018 - 3-4e
- IEM Chicago 2018 - 2e
- SuperNova CS:GO Malta - 1er
- ESL Pro League Season 8 Finals - 2e

### 2019
- iBUYPOWER Masters 2019 - 1er
- IEM Sydney 2019 - 1er
- DreamHack Masters Dallas 2019 - 1er
- ESL Pro League Season 9 - 1er
- ESL One Cologne 2019 - 1er
- BLAST Pro Series Los Angeles 2019 - 1er
- IEM Chicago 2019 - 1er
- StarLadder Major: Berlin 2019 - 5-8e
- ESL One New-York 2019 - 3-4e
- DreamHack Masters Malmö 2019 - 9-12e
- BLAST Pro Series Copenhagen 20199 - 5e
- ECS Season 8 Finals - 2e
- ESL Pro League Season - 5-6e
- BLAST Global Final 2019 - 2e

### 2020
- IEM Katowice 2020 - 5-6e
- ESL Pro League Season 11 North America - 1er
- ESL One: Road To Rio North America - 4e
- Dreamhack Masters Spring 2020 North America - 2e
- BLAST Premier Spring 2020 Americas Finals - 4e
- cs_summit 6 North America - 3e
- Dreamhack Open Summer 2020 North America - 2e
- ESL One Cologne 2020 North America - 2e
- ESL Pro League Season 12 North America - 4e
- IEM New York 2020 North America - 5e
- IEM Beijing-Haidian 2020 North America  - 3-4e
- Dreamhack Masters Winter 2020 Europe - 13-16e
- IEM Global Challenge 2020 - 2e

### 2021
- IEM Katowice 2021 - 9-12e
- ESL Pro League Season 13 - 17-20e
- Dreamhack Masters Spring 2021 - 13-16e
- Flashpoint 3 - 13-16e
- BLAST Premier Spring Final - 7-8e
- IEM Cologne 2021 - 3-4e
- ESL Pro League Saison 14 - 13-14e
- IEM FALL 2021 Europe - 9e
- PGL Major Stockholm 2021 - 9-11e
- BLAST Premier Fall Final - 5-6e
- IEM Winter 2021 - 9-12e

### 2022
- IEM Katowice 2022 - 1er
- ESL Pro League Season 15 - 1er
- PGL Major Antwerp 2022 – 1er
- IEM Dallas - 5-6e
- BLAST Premier Spring Final 2022 - 5-6e
- Roobet Cup 2022 - 2e
- IEM Cologne 2022 - 1er

### 2023
- ESL Pro League Saison 17 - 1er